# پیپریدیون
پیپریدیون (با نام تجاری Sedulon) یک داروی آرام بخش است که از نظر ساختاری شبیه به Methyprylon و Pyrithyldione است. این دارو قبلاً توسط شرکت هوفمان-لا روش به عنوان داروی ضدسرفه و به صورت مایع به بازار عرضه می‌شد.

## همچنین ببینید
- Glutethimide